# Sulfoxaflor
El sulfoxaflor, també comercialitzat com Isoclast, és un insecticida sistèmic que actua com a neurotoxina d'insectes. Forma part d'un tipus de productes químics anomenats «sulfoximines» que actuen sobre el sistema nerviós central dels insectes.

## Toxicologia
El sulfoxaflor és un insecticida sistèmic, que actua com a neurotoxina per als insectes afectats, i mata per contacte o ingestió. El Sulfoxaflor es classifica com a sulfoximina, un subgrup d'insecticides que actuen com a moduladors competitius del receptor nicotínic d’acetilcolina (nAChR). El sulfoxaflor s'uneix als nAChR en lloc de l'acetilcolina, fet que provoca impulsos nerviosos incontrolats que resulten en tremolors musculars seguits de paràlisi i mort.
Altres subgrups de moduladors competitius de nAChR són els neonicotinoides, la nicotina i els butenòlids.
Com que el sulfoxaflor s'uneix més als receptors de neurones d'insectes que als receptors de neurones de mamífers, aquest insecticida és selectivament més tòxic per als insectes que per als mamífers.

### Impacte ambiental
L'aplicació només es recomana quan és probable que els pol·linitzadors no siguin presents en una zona, ja que el sulfoxaflor és altament tòxic per a les abelles si hi entra en contacte poc després de l'aplicació.

## Registre
El 6 de maig de 2013, l'Agència de Protecció Ambiental dels Estats Units (EPA) va aprovar els dos primers productes plaguicides comercials que contenien sulfoxaflor, comercialitzats amb les marques Transform i Closer per la multinacional dels sector químic Dow Chemical Corporation.
El 10 de setembre de 2015, el Tribunal d'Apel·lacions del dels EUA en va anul·lar l'aprovació del sulfoxaflor, argüint proves insuficients en els estudis sobre salut de les abelles. Els apicultors i els grups ecologistes van donar suport a la decisió, afirmant que l'EPA ha d'avaluar la salut dels ruscs sencers, no només de les abelles individuals.
El 12 de juliol de 2019, l'EPA va anunciar que permetria l'ús de sulfoxaflor, citant nous estudis que mostraven nivells de danys inferiors a les abelles que altres pesticides disponibles. L'EPA va concloure que el sulfoxaflor disminuiria el perill per a les abelles, ja que estudis finançats per l'agroindústria van avaluar que es dissipava amb més rapidesa i requeria menys aplicacions que altres pesticides.
Actualment el sulfoxaflor està registrat a 47 països, entre ells, Canadà, Mèxic, Argentina, Xile, Índia, Xina i Austràlia El registre de Closer i Transform a l'Estat francès va ser anul·lat judicialment el novembre de 2017.